# Bulbostylis subsphaerocephala
Bulbostylis subsphaerocephala är en halvgräsart som beskrevs av E.G.Camus. Bulbostylis subsphaerocephala ingår i släktet Bulbostylis och familjen halvgräs.
Artens utbredningsområde är Vietnam. Inga underarter finns listade i Catalogue of Life.